# Vladímir Gueórguievich Mirónov
Vladímir Gueórguievich Mironov (en ruso Владимир Георгиевич Миронов; 8 de abril de 1957–), es un zoólogo y entomólogo ruso que trabaja para el Instituto Zoológico de la Academia de Ciencias de Rusia, ubicado en San Petersburgo. Es experto en mariposas y mantiene una extensa colección.

## Publicaciones
- Mironov, Vladimir; Galsworthy, Sir Anthony Charles (1 de noviembre de 2013). The Eupithecia of China: A Revision (en inglés). BRILL. ISBN 978-90-04-25453-4. Consultado el 28 de marzo de 2024.